# 丰收水库 (砚山)
丰收水库是中国云南省文山壮族苗族自治州砚山县平远镇境内的一座水库，位于盘龙河上，始建于清同治年间，名为“东坝”，库容236万立方米。1958年扩建为中型水库，更名丰收水库。水库兴利库容3333万立方米，总库容3575万立方米，集雨面积为16.7平方千米，正常蓄水位1482.55米。主坝为均质土坝，最大坝高11.9米，坝顶长1269.7米、宽7米。4座副坝总长2493.3米。